# Синдром Норман — Робертс
Лиссенцефалия 2, более известная как синдром Норман — Робертс (также синдром Нормана — Робертса) — редкая форма лиссэнцефалии с гипоплазией мозжечка, впервые описанная канадскими врачами Маргарет Норман и Морин Робертс в 1976 году. Причиной заболевания считается мутация гена RELN, кодирующего белок рилин.
При синдроме Норман-Робертс наблюдаются значительные изменения мозжечка, гиппокампа и ствола мозга, а также утолщение коры мозга, агирия, микроцефалия, задержка умственного развития, покатый лоб, гипертелоризм глаз, эпилепсия, лимфедема.
Описаны случаи пренатальной диагностики синдрома при ультразвуковом исследовании.